# Бернрид ам Щарнбергер зе
Бернрид ам Щарнбергер зе (на немски: Bernried am Starnberger See) е община в Горна Бавария в Бавария в Германия с 2251 жители (към 31 декември 2015). От 1 януари 2007 г. общината Бернрид има допълнителното име „ам Щарнбергер зе“ („am Starnberger See“).
Намира се на западния бряг на езерото Щарнбергер зе.
Основан е през 1122 г. от граф Ото I фон Дахау-Фалай и съпругата му Аделхайд фон Тюбинген, които през 1120/1121 г. основават и августинския манастир „Св. Мартин“ в Бернрид.